# Los Canelos
Los Canelos è un comune (corregimiento) della Repubblica di Panama situato nel distretto di Santa María, provincia di Herrera. Si estende su una superficie di 48,8 km² e conta una popolazione di 1.575 abitanti (censimento 2010).